# یوپ لانگه
جوزف ماری آلبرت یوپ لانگه (به هلندی: Joseph Marie Albert "Joep" Lange)،(تلفظ هلندی: [ˈjo:səf ma:ˈri ˈɑlbərt ˈjup ˈlɑŋə]؛ ۲۵ سپتامبر ۱۹۵۴ – ۱۷ ژوئیه ۲۰۱۴)
پژوهشگر بالینی اهل هلند متخصص درمان اچ آی وی بود. وی از سال ۲۰۰۲ تا ۲۰۰۴ رئیس انجمن بین‌المللی اچ‌آی‌وی بود. او مسافر پرواز شماره ۱۷ هواپیمایی مالزی بود که در ۱۷ ژوئیه ۲۰۱۴ در آسمان اوکراین هدف موشک قرار گرفته و سقوط کرد.